# Batis ituriensis
Batis ituriensis — вид воробьиных птиц из семейства сережкоглазок. Подвидов не выделяют.

## Распространение
Обитают на территории Демократической Республики Конго (северо-восток и восток страны: Уеле, Итури, Итомбве), где встречаются нечасто и в западной части Уганды, где обычны. Живут в лесах, на высотах от 900 до 1300 м над уровнем моря.

## Описание
Длина тела 9.5-10 см. Птицы окрашены контрастно в чёрный, серый и белый цвета. Самки похожи на самцов, но отличаются наличием тонкой белой «брови».

## Биология
Питаются насекомыми, в том числе термитами.